# Шия (приток Вятки)
Шия — река в России, протекает по Мамадышскому району Республики Татарстан. Правый приток Вятки.

## География
Шия начинается в восточной части лесного массива (Абдинский участок Кызыл-Юлдузского лесхоза), течёт на восток. Протекает через село Никифорово, затем принимает правый приток Субаш. Ниже по правому берегу село Ишкеево, за которым Шия поворачивает на север. Затем на двух берегах село Тавели, за ним слева впадает приток Чаксы. В селе Тулбай (на двух берегах) слева впадает река Баш-Арбаши, напротив села Дусаево (на правом берегу) — река Уча. Ниже устья Учи Шия поворачивает на восток и уходит в овраг, ниже которого на правом берегу слева впадает крупный приток Искубаш. Ниже устья Искубаша на правом берегу расположены населённые пункты Сарбаш Пустошь и Нижняя Кузгунча, на левом — Новое Мочалкино, Шадчи и Юкачи. Ниже на правом берегу село Вахитово, напротив которого слева впадает река Юкачи. Ниже устья Юкачи на правом берегу — деревня Каргали, на левом — Комаровка и Гришкино. Ниже Гришкино Шия течёт в пойме Вятки и впадает в основное русло в 36 км от устья последней. Длина реки составляет 68 км, площадь водосборного бассейна — 851 км².

## Данные водного реестра
По данным государственного водного реестра России относится к Камскому бассейновому округу, водохозяйственный участок реки — Вятка от города Вятские Поляны и до устья, речной подбассейн реки — Вятка. Речной бассейн реки — Кама.
Код объекта в государственном водном реестре — 10010300612111100040653.